# 中华人民共和国性交易产业

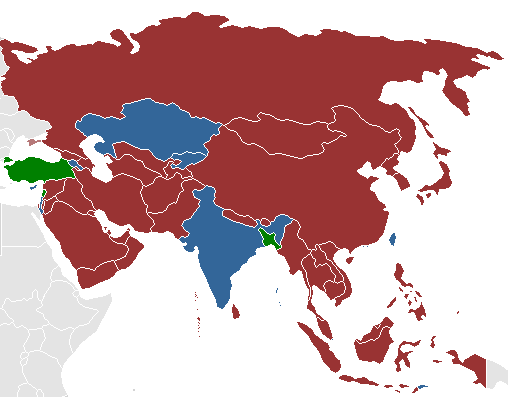
在亚洲各地卖淫的法律。
卖淫合法，受管制。
卖淫（对性换取金钱）合法，但妓院是非法的，卖淫不受监管。
卖淫非法。
没有数据。

中华人民共和国性交易产业是陳述在中華人民共和國性服务业方面的地下經濟发展状况。中国大陆的性服务相关活动可以根据类型、交易地和价格区分。性工作者的背景广泛，來自社会各个阶层，通常为女性，但也有男性。
中国共产党於1949年取得中国大陆政权之后不久，就着手进行一系列行动，据称1960年代初已在中国大陆根除“卖淫业”。后来政府在1980年代初之后放松了社会各方面的控制，中国大陆的性服务业不仅重新浮上水面，并且现在遍及中国的城市及乡村。尽管政府一直在努力打击，性服务业在中国大陆已经从一定程度上积累不少业者，成为一项有大量经济产出的产业。相应地性服务业亦衍生很多其他问题如有组织犯罪、政府腐败和性传播疾病等。
目前，在中华人民共和国定义性服务业是不符社会主义法例架构的。但是賣淫人數海量，情況普遍嚴重。据统计中国大陆性工作者目前已经超过1000万，但在政府严厉打击下明娼的数量不断减少。

## 历史

### 中華人民共和國成立前
娼妓本作倡伎，本意是指女艺人，即歌舞表演中的女演员。由于古代从事歌舞音乐的乐户毫无地位，多半與有勢力者性交，所以娼妓逐渐演变为今天的含义。
古代大多数娼妓属于奴隶或賤民身份，如宫妓、官妓、家妓等，多是罪犯、罪犯家属、贩卖人口或战俘，她们是不能获得报酬的。由于她们完全没有人身自由，除了极少部分外，没有改变身份的任何可能，因此古代的娼妓与现代的性工作者是有很大的差别的。而且由于古代提供性服务的人群多提供舞蹈表演、吹拉弹唱、诗词歌赋等内容，因此娼妓在古代的文化发展中起到了不可磨灭的贡献，许多文学作品是在妓院（古称青楼、勾栏）中产生的。
中国最早有记载的公娼起源于公元前685年－645年间春秋时期齐国的首都临淄，齐相管仲是公娼的创始人，他的治国方略之一是“设女闾七百，征收夜合之资”，以补充国家财政收入。最早的商业性妓院产生于唐朝古长安城的平康坊。历史上有名的娼妓如：李师师、陈圆圆等。
不过，“妓”并非“性工作者”的同义词，在古代，某些艺妓并不提供性服務。

### 毛泽东时代

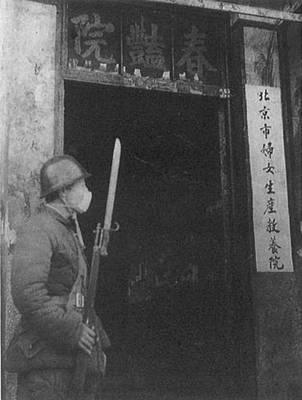
北京市妇女生产教养院（失足妇女再教育中心）

1949年中華人民共和國成立之后，地方政府承担起消除性服务业的责任。1949年2月3日，中共接管北平之后一个月，叶剑英的北平市人民政府宣布了一项管制市内众多妓院的规定。11月21日晚，警方出动2400余名警察进行掃蕩，随后北京224间妓院全部被关闭，1286名性服务者、434名妓院老板及拉皮条者被拘留。中共认为：“北京这次迅速、激烈的行动，很快被当作历史性的胜利和全国的模範，表明了新政府对政体革新的愿望和能力。”上海拖到1951年11月才禁止，一批妓女在从劳动教养所出来后“自愿报名”去新疆与建设兵团的士兵完婚。
到1960年代初，这种方法基本上消灭了全国表面的性服务活动。中国政府聲称，在成功管制性服务业的同时，性病也几乎从中国大陆全部被清除。为了表现这次胜利，全国29间性病研究机构在1964年被关闭。
根据马克思主义理论，性服务的女性多是因为生活所迫。中国政府认为，根除性服务业是共产党政府主要的成就，以及具中国特色的马克思理论的证明。性服务业的话题在随后的30年时间里在中国没有再成为关注的焦點。然而，最近的研究表明，即使在毛泽东时代，性服务业的问题远未解决。中国著名性学家潘绥铭曾经指出“显性”的性服务——通过性服务来获得特权，即“以性谋权”，成为毛泽东时代（尤其是在文化大革命后期）中國一种特有的性服务形式。

### 1978年后
中国大陆性服务业的复苏，跟邓小平1978年推出的经济改革紧密相连。根据不完全统计，即使在全国性的打击活动下，性服务活动的比例仍然在1982年之后逐年上升。从1989年到1990年，有243,183人涉嫌性服务活动遭到逮捕。
学者张萍估计，官方統計大概只及实际牵涉人数的25%到30%。与此同时，性服务业涉及的经济利益越来越龐大，就业人员大约有1000万，涉及的消费每年大约1万亿人民币。由于2000年的警察行动，中国经济学家杨帆估计，失业的女性工作者的消费降低，中国GDP因而减少了1%。
| 警察行动中的 性服务相关拘留人数 (1983-1999) | 警察行动中的 性服务相关拘留人数 (1983-1999) |
| ------------------------------------------- | ------------------------------------------- |
| 年份                                        | 与性服务相关拘留人数                        |
| 1983年                                      | 46,534                                      |
| 1989－90年                                  | 243,183                                     |
| 1996－7年                                   | 大约 250,000                                |
| 1998年                                      | 189,972                                     |
| 1999年                                      | 216,660                                     |

中国大陆性服务业的复苏始于东南沿海城市。但至少从1990年代早期开始，性服务业已经由沿海传播到内地，甚至一些偏远落後地区，如贵州、云南和西藏。1980年代间，一个典型的性服务者通常来自相对偏远的地区，比如四川、湖南和东北，她们通常是教育水平较低的年轻女性。近十几年来，有人认为大部分从事性服务业的女子是自愿的。性服务潜在的好处，比如更多的可支配收入、有机会进入上层社会、以及生活方式的改变，都成为从业者放弃其他工作的原因。官方媒体也开始关注涉及性服务的一些城市居民，尤其是一些大学女生。与此同时，社会上似乎也有更多的人开始接受性服务活动。在1997年的一项研究中，46.8%的北京本科生承认曾经考虑过接受性服务。在需求方面，由于独生子女政策导致的性别不均也促进了性服务业的发展。也有很多性工作者远渡重洋去海外淘金，如据日本警察厅的公布，在2002年检举的非法卖淫外国人1338人中，中国大陆籍为687人，韩国人311人，泰国102人，菲律宾90人，哥伦比亚59人，臺湾籍43人，其他国籍46人。
性服务业通常与低层政府的腐败相联系。很多地方官员认为，性服务业是娱乐事业，鼓励性服务业可以带动旅游和接待产业的发展，继而使经济和税收显著增长。有时，高档宾館提供性服务的事件，警察会牵涉其中，不是参与营运，就是接受贿赂。政府腐败也会以一种非直接的方式涉及其中——滥用公共资金来支付性服务的消费，即上文所说的“以权谋性”和“以性谋权”。
1991年9月4日第七届全国人民代表大会常务委员会第二十一次会议通过《关于严禁卖淫嫖娼的决定》，其中第四条第二款“对卖淫、嫖娼的，可以由公安机关会同有关部门强制集中进行法律、道德教育和生产劳动，使之改掉恶习。期限为6个月至两年”。另外，《中华人民共和国治安管理处罚法》第七十六条“有本法第六十七条、第六十八条、第七十条的行为，屡教不改的，可以按照国家规定采取强制性教育措施。” 据此，公安机关对涉卖淫嫖娼人员可以实行收容教育的行政处罚。引诱、容留、介绍二人次以上卖淫的即构成了引诱、容留、介绍卖淫罪的起刑点，属于刑事案件而非治安案件。但对于容留一人次卖淫的情形，则只能作为治安案件，按照《中华人民共和国治安管理处罚法》第六十七条处以行政拘留或（并）罚款。如果多次触犯容留卖淫被治安行政处罚，就可涉嫌《中华人民共和国治安管理处罚法》第七十六条属于“屡教不改”需要采取强制性教育措施。
2019年12月28日，十三届全国人大常委会第十五次会议通过了《全国人大常委会关于废止有关收容教育法律规定和制度的决定》，自2019年12月29日起实施。该决定废止了《全国人民代表大会常务委员会关于严禁卖淫嫖娼的决定》第四条第二款、第四款，以及据此实行的收容教育制度。同时决定还明确规定，在收容教育制度废止前，依法作出的收容教育决定有效；收容教育制度废止后，对正在被依法执行收容教育的人员，解除收容教育，剩余期限不再执行。但卖淫嫖娼在中国境内依旧非法，而参与上述行为的个人依旧会被按《中华人民共和国治安管理处罚法》被处以行政拘留（最长15日）或罚款。
2020年4月2日，国务院总理李克强签署国务院令，公布《国务院关于修改和废止部分行政法规的决定》，包括《卖淫嫖娼人员收容教育办法》在内的10部行政法规从即日起被废止。
在对嫖娼当事人的处理过程中，需要通知嫖娼者家属，如嫖娼者是中共党员、公职人员、干部，需要通报给供职单位。

## 外籍性服务业
有很多朝鲜妇女逃亡或是被拐卖到中国后从事卖春，据池善贞在国际妇女之声表示，60－70%的朝鲜逃亡者都是妇女，其中70－80%是人口贩卖受害者。中越边境的河口有着专门的越南女性服务业市场。

## 歧视和迫害
在性服务行业中，从业人员对女性性工作者使用暴力，强迫卖淫并非个案。犯罪组织现在经常将妇女运往中国或运出中国，迫使进行性交易活动，有时甚至先将女子轮奸以达到目的。北京如家和颐袭击事件中，卖淫业者在公众场合无所顾忌地使用暴力挟持、绑架女性。
除了与性服务行业直接相关的暴力活动之外，越来越多的性服务者在被人偷窃财物时受到身体上的攻击甚至被谋杀。中国社会对性工作者，特别是男权社会对女性“贞操”的片面灌输，使得社会整体对女性性工作者持有蔑视的态度，将她们视为可以公开侮辱的对象。在中国各地普遍存在的闹伴娘习俗中，对担任伴娘的女性进行公开的性骚扰、非礼、猥亵等行为是被许可的。而以女性性工作者担任伴娘，亦是惯例。女性性工作者除遭受社会歧视外，“卑贱”的地位亦使她们成为暴力犯罪首选的目标之一。北京搅拌车司机华瑞茁因恋爱失败，选择卖淫女作为报复对象，在1998年7月到2001年6月间先后杀害14名卖淫女。据统计，1995年至1998年的三年间，仅沈阳一地，就有90多个性工作者被以残忍手段杀害，且每年呈上升趋势。
同时也有更多犯罪活动，尤其是针对嫖妓的男性进行偷窃、诈骗或者贿赂公务员等。

## 未成年人卖淫
中国法律中，未满十四岁的女童无性同意能力。自1980年代以来，各地不满十四岁女童自愿或被强迫、引诱卖淫事件此起彼伏。男性嫖客出于处女情结、自认幼女女童未感染性病，特意选择嫖宿女童。2001年湖南岳阳案件中，则显示皮条客利用女童年幼之故，多次强迫女童假扮处女卖淫，迎合“买处”者。
强奸罪属“侵犯公民人身权利、民主权利罪”一类，嫖宿幼女罪屬“妨害社会管理秩序罪”一类。全国人大对将嫖宿幼女从强奸罪中分离出来、单独订立罪名的公开解释是，出于保护幼女，“严厉打击嫖宿幼女的行为”，或为打击卖淫、嫖娼而设定的法定刑。有观点指出，立法有出于国际压力，减少死刑的动机，嫖宿幼女者可避免最高处判处死刑的强奸罪。2012年7月11日，参与嫖宿幼女罪立法的法学家高铭暄接受《检察日报》采访时，指中国民众“不要基于情绪，期待对嫖宿幼女者一概处以死刑”，亦“不要迷信死刑”可以杜绝嫖幼现象。
此罪名的设定引发中国社会舆论争议。2015年停止使用该罪名。

## 毒品和艾滋病
中国大陆也出现了与越来越多的“海洛因妓女”，她们的毒瘾通常来源于国际及国内的毒品活动。
性传播疾病与性服务同一时间复苏，两者间的关联是不言而喻的。專家担心性服务在中国会像泰国、印度，成为HIV的主要传播途径。在2006年以前，中国大陆的警察可以以身上携带有安全套为理由，指控女子是性工作者，而处以1000至5000元人民币的罚款。被抓三次则可以被送至6个月以上、1年以下劳动教养。客观上阻碍了安全套的推广和艾滋病、性病的防范。但根据香港性工作者权益组织“紫藤”的出版物，这种以安全套为“犯罪证据”的作法在2006年后停止。一些地区仿效泰國推出措施要求100%使用避孕套，因為有關措施在泰国的確减少了HIV的新传播数量。其他一些措施，比如STI服务、同等教育和HIV测试服务等已经推出。

## 相关法律法规
- 1987年《中华人民共和国治安管理处罚条例》
- 1991年《全国人民代表大会常务委员会关于严禁卖淫嫖娼的决定》
- 1991年《全国人民代表大会常务委员会关于严惩拐卖、绑架妇女、儿童的犯罪分子的决定》
- 1992年《中华人民共和国妇女权益保障法》
- 1997年《中华人民共和国刑法》
  - 为减少死刑判决，《刑法》从强奸罪中分离出嫖宿幼女罪。此类案件中的幼女身份定义，由强奸受害人转变为雏妓。进入2000年代，该罪名引发巨大争议，2015年时删除。
- 1999年《娱乐场所管理条例》
- 2002年《公安机关办理劳动教养案件规定》
- 2005年《中华人民共和国治安管理处罚法》

## 延伸阅读
- Aizibing: shehui, lunli he falü wenti zhuanjia yantaohui（艾滋病：社会、伦理和法律问题专家研讨会："Report of the Expert Workshop on HIV and Prostitution: Social, Ethical and Legal Issues"）, Beijing: Chinese Academy of Social Sciences, 29-31 October.
- Gil, V.E. and Anderson, A.F. (1998) "State-sanctioned aggression and the control of prostitution in the People's Republic of China: a review", Aggression and Violent Behaviour, 3: 129-42.
- Hershatter, G., Dangerous Pleasures: Prostitution and Modernity in Twentieth-Century Shanghai (Berkeley, CA: University of California Press).
- Jeffreys, E., China, Sex and Prostitution, (London: RoutledgeCurzon, 2004).
- Ruan, F. (1991) Sex in China: Studies in Sexology in Chinese Culture, New York: Plenum Press.
- Shan Guangnai, Zhongguo changji - guoqu he xianzai（中国娼妓过去和现在："Chinese Prostitution - Past and Present"） (Beijing: Falü chubanshe, 1995).